# Quadricalcarifera mediogriseus
Quadricalcarifera mediogriseus är en fjärilsart som beskrevs av M.Gaede 1930. Quadricalcarifera mediogriseus ingår i släktet Quadricalcarifera och familjen tandspinnare. Inga underarter finns listade.